# Corgengoux
Corgengoux ist eine französische Gemeinde mit 381 Einwohnern (Stand 1. Januar 2022) im Département Côte-d’Or in der Region Bourgogne-Franche-Comté (vor 2016 Bourgogne). Sie gehört zum Kanton Brazey-en-Plaine im Arrondissement Beaune.

## Lage
Corgengoux liegt etwa 36 Kilometer südsüdwestlich von Dijon am Fluss Meuzin, in den hier sein Nebenfluss Sereine mündet. Das Gemeindegebiet wird auch vom Fluss Bouzaise durchquert, die hier knapp parallel zum Meuzin verläuft, schließlich aber in die Dheune einmündet. Die Gemeinde grenzt im Norden an Corberon, im Osten an Labergement-lès-Seurre, im Südosten und Süden an Palleau, im Südwesten an Chevigny-en-Valière, im Westen an Meursanges sowie im Nordwesten an Marigny-lès-Reullée.

## Bevölkerungsentwicklung
| Jahr                       | 1962 | 1968 | 1975 | 1982 | 1990 | 1999 | 2006 | 2011 | 2019 |
| -------------------------- | ---- | ---- | ---- | ---- | ---- | ---- | ---- | ---- | ---- |
| Einwohner                  | 259  | 240  | 207  | 234  | 250  | 283  | 329  | 379  | 366  |
| Quellen: Cassini und INSEE |      |      |      |      |      |      |      |      |      |

## Sehenswürdigkeiten

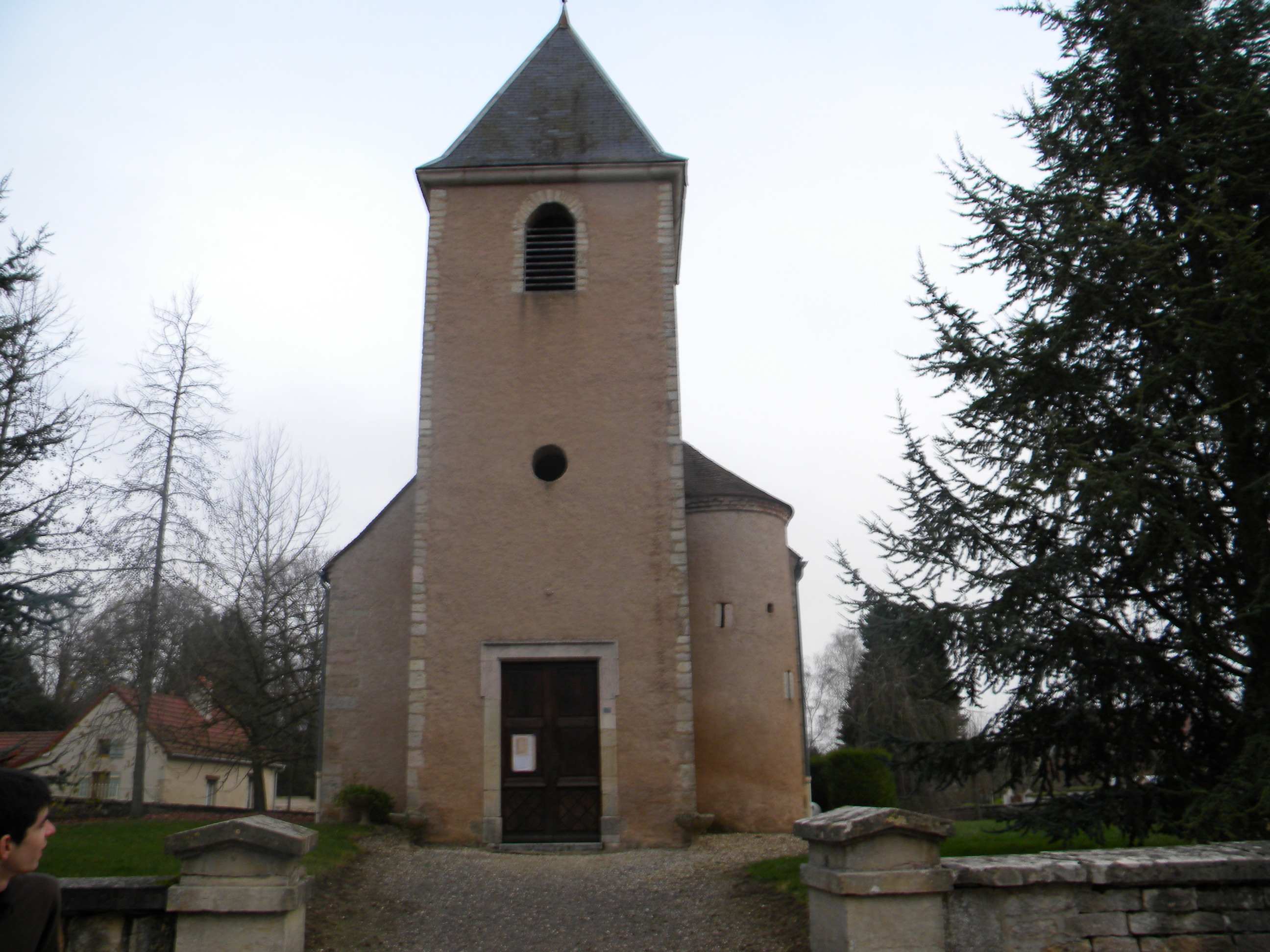
Kirche

- Kirche St. Paul Bekehrung (Église de la Conversion-de-Saint-Paul)